# موسم الأعاصير (فلم)
موسم الأعاصير  (بالإنجليزية: Hurricane Season) هو فيلم دراما تم إنتاجه في الولايات المتحدة وصدر في سنة 2010.

## بطولة
- فورست ويتكر
- تاراجي بيندا هينسون
- أيزيا واشنطن

## وصلات خارجية
- مقالات تستعمل روابط فنية بلا صلة مع ويكي بيانات